# Heikki Westerinen
Heikki Westerinen est un joueur d'échecs finlandais né le 27 avril 1944 à Helsinki. Quadruple champion de Finlande (en 1965, 1966, 1968 et 1970), il a reçu le titre de grand maître international en 1975. Il a représenté la Finlande aux Olympiades à 19 reprises (dix-huit fois consécutivement de 1962 à 1996, ainsi qu'en 2006) et a obtenu la médaille de bronze individuelle au deuxième échiquier en 1966 (la Finlande jouait la finale B).

## Palmarès
Westerinen a  remporté :
- le tournoi de Dortmund en 1973 et 1975 ;
- Open de Can PIcafort (Santa Margalida, Majorque) en 1973 ;
- Sant Feliu de Guíxols (1er tournoi de la Costa Brava) en 1973
- Stockholm 1975 ;
- Roskilde 1978 ;
- Helsinki 1979 ;
- Londres 1979 et
- Saragosse 1984.